# 21. januar
21. januar je 21. dan leta v gregorijanskem koledarju. Ostaja še 344 dni (345 v prestopnih letih).

## Dogodki
- 824 – prva pisna omemba Celja
- 1506 – prvi švicarski gardisti prispejo v Vatikan
- 1521 – papež Leon X. izobči Martina Luthra
- 1793 – v Parizu obglavijo francoskega kralja Ludvika XVI. Francoskega
- 1907 – ustanovljena Slovenska kmečka zveza
- 1911 – organiziran prvi reli Monte Carlo
- 1919 – v Dublinu sprejeta resolucija o neodvisnosti Irske
- 1921 – izide Deček, prvi celovečerni nemi film v režiji Charlieja Chaplina
- 1941 – Avstralci in Britanci napadejo Tobruk, Libija
- 1942 – Erwin Rommel prične ofenzivo v Libiji
- 1945 – Narodni odbor za Slovenijo izda odredbo o ustanovitvi Slovenske narodne vojske
- 1950 – v Indiani prepovedana knjiga o Robinu Hoodu
- 1954 – splovljen Nautilus, prva jedrska podmornica na svetu
- 1955 – v Celovcu ansambel bratov Avsenik posname najbolj znano verzijo skladbe Na Golici
- 1968 – v vietnamski vojni se začne bitka za Khe Sanh
- 1998 – v javnost prvič pride novica o aferi med Billom Clintonom in Monico Lewinsky

## Rojstva
- 1264 – Aleksander Škotski, kronski princ († 1284)
- 1277 – Galeazzo I. Visconti, vladar Milana († 1328)
- 1338 – Karel V., francoski kralj († 1380)
- 1789 – Anton Lavrin, slovenski diplomat in egiptolog († 1869)
- 1804 – Moritz von Schwind, avstrijsko-nemški slikar († 1871)
- 1815 – Horace Wells, ameriški zobozdravnik († 1848)
- 1823 – Imre Madách, madžarski pesnik († 1864)
- 1824 – Thomas Jonathan Jackson, ameriški general († 1863)
- 1829 – Oskar II. Švedski († 1907)
- 1842 – Pavel Turner, slovenski publicist († 1924)
- 1867 – Ludwig Thoma - Peter Schlemihl, nemški pisatelj († 1921)
- 1882 – Pavel Aleksandrovič Florenski, ruski teolog, filozof, matematik in elektroinženir († 1937)
- 1885 – Umberto Nobile, italijanski letalec, polarni raziskovalec († 1978)
- 1887 – Wolfgang Köhler, nemški psiholog († 1967)
- 1889 – Pitrim Sorokin, rusko-ameriški sociolog († 1968)
- 1895 – Cristóbal Balenciaga, španski modni kreator († 1972)
- 1905 – Christian Dior, francoski modni oblikovalec († 1957)
- 1912 – Konrad Emil Bloch, nemško-ameriški biokemik, nobelovec 1964 († 2000)
- 1915 – Anton Strle, slovenski duhovnik, teolog, prevajalec in Božji služabnik († 2003)
- 1918 – Radoslav Žargi, slovenski zdravnik infektolog († 1993)
- 1924 – France Vrbinc, slovenski jezikoslovec († 2016)
- 1941 – Plácido Domingo, španski tenorist
- 1963 – »Hakeem the Dream« Abdul Olajuwon, ameriški košarkar nigerijskega rodu
- 2004 – Princesa Ingrid Aleksandra Norveška

## Smrti
- 1059 – Mihael Kerularij, patriarh grške pravoslavne cerkve (* 1000)
- 1118 – papež Pashal II. (* ok. 1050)
- 1329 – Henrik II., baron Mecklenburga (* 1266)
- 1330 – Ivana II., burgundska grofica, francoska kraljica (* 1292)
- 1354 – Baldvin Luksemburški, nemški volilni knez, nadškof Trierja (* 1285)
- 1398 – Friderik V., nürnberški mestni grof (* 1333)
- 1426 – Zemovit IV., poljski plemič, vojvoda Mazovije (* 1352)
- 1733 – Bernard Mandeville, angleški filozof, ekonomist in satirik (* 1670)
- 1774 – Mustafa III., sultan Osmanskega cesarstva (* 1717)
- 1775 – Jemeljan Ivanovič Pugačov, ruski voditelj kozakov (* okoli 1742)
- 1789 – Paul-Henri Thiry, baron d'Holbach, nemško-francoski filozof, enciklopedist (* 1723)
- 1793 – Ludvik XVI. Francoski, francoski kralj (* 1754)
- 1831 – Ludwig Achim von Arnim, nemški pesnik, pisatelj (* 1781)
- 1836 – Franc Novak (pisatelj), slovenski ljudski zbiralec, pisatelj in duhovnik na Madžarskem (* 1791)
- 1868 – Ignacij Holzapfel, slovenski pesnik, teolog, dekan (* 1799)
- 1870 – Aleksander Ivanovič Gercen, ruski socialistični revolucionar, publicist in filozof (* 1812)
- 1872 – Franz Grillparzer, avstrijski dramatik (* 1791)
- 1892 – John Couch Adams, angleški astronom, matematik (* 1819)
- 1913 – Aluízio Azevedo, brazilski pisatelj (* 1857)
- 1921 – Luka Svetec, slovenski jezikoslovec, pisatelj, pesnik (* 1826)
- 1924 – Vladimir Iljič Uljanov-Lenin, ruski revolucionar (* 1870)
- 1928 – George Washington Goethals, ameriški častnik, gradbenik (* 1858)
- 1938 – Georges Méliès, francoski filmski režiser (* 1861)
- 1948 – Ermanno Wolf-Ferrari, nemško-italijanski skladatelj (* 1876)
- 1950 – Eric Arthur Blair - George Orwell, britanski novinar, pisatelj (* 1903)
- 1959 – Cecil Blount DeMille, ameriški filmski režiser (* 1881)
- 1960 – Ivan Pregelj, slovenski pisatelj (* 1883)
- 2006 – Ibrahim Rugova, kosovski albanski politik (* 1944)
- 2022 – Lorenzo Parelli, italijanski študent umrl v tovarni med izmenjavo šola-delo

## Goduje
- sveta Neža
- sveti Epifanij Paviljski